# Antiphrisson aspereum
Antiphrisson aspereum är en tvåvingeart som beskrevs av Pavel Lehr 1986. Antiphrisson aspereum ingår i släktet Antiphrisson och familjen rovflugor. Inga underarter finns listade i Catalogue of Life.